# Hermann Fehr (Politiker, 1909)
Hermann Fehr (* 23. Juni 1909 in Rheinklingen; † 27. April 1992 in Tägerwilen) war ein Schweizer Politiker (SP)

## Leben und Werk
Fehr absolvierte eine kaufmännische Lehre in einem Handelshaus. Nach der anschliessenden Rekrutenschule trat er 1934 in den Dienst der Eidgenössischen Zollverwaltung des Kreises Basel, wo er zuletzt als Zollbeamter tätig war. 1937 heiratete er Klara, geborene Güdel. Ihr Sohn ist Hermann Willi Fehr.
Fehr war ab 1948 als Gemeindeschreiber und Steuersekretär und von 1961 bis 1975 als Ortsvorsteher für die SP in Ermatingen tätig. Als solcher gehörte er von Amtes wegen auch dem Gemeinderat an. Während acht Jahren war er auch Mitglied des Grossen Rates des Kantons Thurgau.
Fehr erhielt 1988 das Ehrenbürgerrecht von Ermatingen.